# 柏崎正次
柏崎 正次（かしわざき まさつぐ、1959年10月28日 - ）は、東京都出身の元騎手。

## 経歴

### デビューから1980年代
1979年3月に美浦・奥平真治厩舎からデビューし、同4日の中山第1競走4歳以上600万下・ハイブレド（9頭中5着）で初騎乗を果たす。6月3日の東京第1競走4歳以上600万下で7頭中7番人気のハイテルコジョウに騎乗し、2着に5馬身差付けて初勝利を挙げた。
1年目の1979年は初の新馬勝ちを含む4勝に終わったが、2年目の1980年には初の2桁で自己最多の15勝、3年目の1981年には2年連続2桁となる11勝をマーク。
1980年は15勝中10勝は春夏の新潟と秋の福島で5勝ずつ挙げ、春の新潟では5月10日に初の特別勝ち、秋の福島では11月1日に初の1日2勝、翌2日には初の2日連続勝利を記録。
1981年にはストロングエイト産駒の栃木産馬スパークリングで中山大障害（春）2着に入り、1982年は7勝に終わるが、1983年から1986年は4年連続2桁勝利を記録。
1983年の京王杯オータムハンデキャップでは7頭中6番人気のオリオンヤマトでキヨヒダカの3着、1985年の弥生賞では13頭中13番人気のファステストでスダホークの3着に入った。

### メジロラモーヌの初代主戦
1985年11月30日の中山第9競走寒菊賞からは小島太に替わってメジロラモーヌの主戦騎手を務め、初めて手綱を取った同レースではほとんど追わず勝利。2週間後のテレビ東京賞3歳牝馬ステークスでは終始中団に控え、斜行の煽りを受けることなく抜群の手応えで追走。4コーナーを迎えると先行馬を潰しにかかり、直線では粘り込みをはかるダイナフェアリーを難なく交わし3馬身半を付け、人馬共にキャリア初の重賞制覇を果たした。勝ち時計1分34秒9は当時の3歳牝馬としては破格の好記録であり、翌日の朝日杯3歳Sに勝ったダイシンフブキのタイムを0.5秒も上回っていたほか、この時点で3歳馬で1600mを1分35秒を切るタイムを記録したのはメジロラモーヌとマルゼンスキー、コーネルランサーの3頭のみであった。
1986年のクイーンカップでは単勝1.2倍の断然人気に推されたが、パドックから本馬場にかけて激しくイレ込み、レースでは先行2番手に付けながらも直線で失速し、勝ち馬スーパーショットから1秒1も離された4着に終わる。レース前に馬主の北野ミヤが「おかしいわね。今日、ラモーヌは負けるんじゃないかしら」と言っていた不安が的中し、柏崎は「4コーナーの手応えは手が痺れるくらいだった。イレ込みも競馬では関係ない。なぜ負けたのか分からない」とコメントしたが、桜花賞からは河内洋に乗り替わっている。

### 1980〜90年代
師匠の奥平は後に「個性のある乗り方をしたので万人から認められる騎手ではなかった。でも、決して下手ではなかった」と評価しているが、1985年からはケープポイントとのコンビで活躍。
中山記念には3年連続で出走し、東京で行われた1988年はレジェンドテイオーのハナを叩いて3着に逃げ粘り、1989年と1990年も逃げて4着 であった。
2年連続出走の京王杯スプリングカップでは1989年が逃げてリンドホシ・パッシングショット・ホクトヘリオスに次ぐ5着、1990年が終始2番手でバンブーメモリーに先着の4着であった。
1988年にはソウシンホウジュでエプソムカップを14頭中12番人気ながらマティリアルに1馬身差付けて逃げ切り、同年は自身最後の2桁となる11勝をマーク。
1988年3月27日の東京第2競走4歳未出走ではメジロアルダンに騎乗し、生涯唯一のダート戦がデビュー戦となった同馬を勝利に導く。
8月14日の函館第3競走3歳新馬ではメジロモントレーでメンバー中最速上がり35秒2の脚を使ってラッキーゲランに先着の2着、同28日の折り返しの新馬では単勝1.2倍の断然人気に応えて逃げ切った。
1989年7月9日の函館第3競走3歳新馬ではメジロライアンに騎乗し道中で真っ直ぐ走らせることに苦労して2着、同年に函館で行われた札幌3歳ステークスではメイボーイで3着に入った。
フリーに転向した1991年と1992年は自己最低の3勝に終わったが、1992年の共同通信杯4歳ステークスではピアレスクラウンでノーザンコンダクトにアタマ差迫ると同時にマチカネタンホイザを抑えて3着に入った。
1993年には2月7日の小倉第8競走4歳以上500万下を11頭中11番人気のスズオアシスで勝利し馬連万馬券を演出、7月25日の新潟第12競走4歳以上500万下では9番人気のシービーロマンで追い込みを決めたのが最後の勝利、同年9月18日の中山第7競走3歳新馬・ウイニングクラウン（競走中止）が最後の騎乗となり、現役を引退。

### 引退後
引退後の現在は茨城県稲敷郡美浦村で輸入馬具専門店「ジャパンギャロップスインポーター有限会社」を経営 。

## 騎手成績
| 通算成績 | 1着 | 2着 | 3着 | 4着以下 | 出走回数 | 勝率 | 連対率 |
| -------- | --- | --- | --- | ------- | -------- | ---- | ------ |
| 平地     | 129 | 153 | 174 | 1431    | 1887     | .068 | .149   |
| 障害     | 5   | 3   | 6   | 21      | 35       | .143 | .229   |
| 計       | 134 | 156 | 180 | 1452    | 1922     | .070 | .151   |

### 主な騎乗馬
- メジロラモーヌ（1985年テレビ東京賞3歳牝馬ステークス）
- ソウシンホウジュ（1988年エプソムカップ）